# Ein starkes Team: Blutsschwestern
Blutsschwestern ist ein deutscher Fernsehfilm von Walter Weber aus dem Jahr 2011. Es handelt sich um die 47. Folge der Krimiserie Ein starkes Team mit Maja Maranow und Florian Martens in den Hauptrollen.

## Handlung
Kriminalhauptkommissarin Verena Berthold und Kollege Otto Garber haben den Tod der 28-jährigen Miriam Förster aufzuklären. Ihr Auto wurde auf einem unbeschrankten Bahnübergang von einem Zug erfasst, doch ergibt die gerichtsmedizinische Untersuchung, dass die junge Frau bereits vor dem Zusammenstoß ermordet worden war. Sie war erst vor kurzem aus Bali zurückgekehrt, wo sie die letzten acht Jahre gelebt hatte, und wohnte vorübergehend bei ihrer Schulfreundin Nicole Soders, weil sie noch eine passende Wohnung für sich suchen wollte. Sehr schnell kommen die Ermittler dahinter, dass sich Miriam in der kurzen Zeit hemmungslos mit dem Mann ihrer Freundin vergnügt hatte. Dementsprechend gab es Spannungen, was aber nach Aussage der Freundin für sie kein größeres Problem darstellte. Recherchen im persönlichen Umfeld des Opfers führen zu weiteren Freundinnen. Eine davon, Jennifer Stude, hatte einige Zeit mit Miriam zusammen auf Bali gelebt und sie berichtet von einer Drogenabhängigkeit ihrer Freundin. Dementsprechend vermutet sie, dass sich Miriam mit einem Dealer angelegt haben könnte.
Neue Hinweise ergeben sich, als auf Anna-Lena Reibert, eine weitere Freundin von Miriam, ein Anschlag verübt wird. Jemand hat die Bremsleitungen ihres Wagens durchtrennt und Kommissarin Berthold sieht daher einen Zusammenhang.
Bei ihren Ermittlungen stößt Reddemanns Team auf einen zehn Jahre alten Mord, der nie aufgeklärt wurde. Der Bruder der damals zu Tode gekommenen Annika Gehrcke bezichtigt die vier Blutsschwestern für den Tod seiner Schwester verantwortlich zu sein, die sich angeblich selbst von einem Felsen gestürzt hatte. Dementsprechend rollen die Ermittler den alten Fall noch einmal auf und in der Folge unternimmt Nicole Soders einen Selbstmordversuch. Obwohl alles danach aussieht, dass diese alte Geschichte zu einem späten Racheakt von Henning Gehrcke an Miriam Förster geführt hat, erkennt Verena Berthold den wahren Grund. Miriam hatte gleich nach ihrer Rückkehr alles unternommen, um Geld für ihren Neustart in Deutschland aufzutreiben. Dementsprechend hatte sie alle erpresst, von denen sie sich Startkapital erhoffen konnte. Von Jennifer Stude wollte sie ihr Kind zurück, das sie vor wenigen Monaten in Bali auf die Welt gebracht hatte, das sie aber zunächst nicht wollte und deshalb ihrer Freundin überlassen hatte. Nun wollte sie es doch zurückhaben und so wurde sie von Jennifer Stude kurzerhand umgebracht, die das Kind um keinen Preis wieder hergeben wollte.
Den Anschlag auf Anna-Lena Reibert gibt Henning Gehrcke zu, da er von Miriam gegen einen angemessenen Betrag erfahren hatte, dass sie für den Tod seiner Schwester verantwortlich gewesen war.

## Hintergrund
Blutsschwestern wurde in Berlin gedreht und am 12. Januar 2011 um 20:15 Uhr im ZDFneo erstausgestrahlt.
Sputnik, dessen Rolle als Geschäftsmann in der Serie als ein Running Gag angelegt ist, arbeitet in dieser Folge als Grabredner. Zu dieser Tätigkeit hatte ihn Otto Garber überredet, der so mehr über die Hauptverdächtigen erfahren wollte.

## Rezeption

### Einschaltquoten
Die Erstausstrahlung von Blutsschwestern am 12. Januar 2011 im ZDF verfolgten 6,06 Millionen Zuschauer, dies entsprach einem Marktanteil von 18,4 Prozent.

### Kritiken
Rainer Tittelbach von Tittelbach.tv schrieb: „Der 47. Fall vom ‚Starken Team‘ liefert grundsolide Krimi-Unterhaltung. Abwechslungsreiches Mörderraten für die weniger gehobenen Ansprüche. Die Grundlagen dafür bietet ein klar strukturiertes, gut verständliches Buch mit überschaubarer, nicht allzu komplizierter Figurenkonstellation.“
Bei Quotenmeter.de wertete Jürgen Kirsch: „Regisseur Walter Weber hat aus der guten Drehbuch-Vorlage einen starken Krimi-Film […] gemacht.“ Lediglich „Die romantischen Elemente des Films wollen nicht so recht zum ‚Blutschwestern‘-Fall passen und wirken somit teilweise fehl am Platz.“
Die Kritiker der Fernsehzeitschrift TV Spielfilm vergeben die beste Wertung (Daumen nach oben) und meinen: „Nicht wirklich stark, aber solide – der Fall unterhält, einige Scherze treffen ins Ziel, die Frauenfiguren sind interessant, und zum Finale wird’s richtig spannend. Leider entwickelt die Reihe die Figuren der Ermittler nicht recht weiter.“ Das Fazit lautete: „Bürgerliche Krimiküche – mit Luft nach oben.“
Tilmann P. Gangloff schrieb für Kino.de: „Dem Film gelingt […] die perfekte Mischung aus Krimi und Komödie […][und macht] sich auf liebevolle Weise über die Protagonisten lustig, ohne sie je zu denunzieren.“ „Die Verteilung der Charaktereigenschaften mag etwas klischeehaft wirken“, doch der Drehbuchautor zeigte das „richtige Gespür für spannende und entspannende Momente.“